# 巴拉圭经济
巴拉圭经济屬於輕工業化時期，多數人還是以農業為生，除首都外多數地區經濟較為落後。2002年南美發生經濟危機後巴國大幅受到衝擊，然而近年來國際大豆及棉花價格大漲，促使巴國出口成長35.6%，稍有緩解，大致上經濟對外依存度高且建立在較無競爭力的農產和手工製造品上。法規上擁有世界上第三大寬鬆的自由商業區：「東方市」，緊隨邁阿密和香港之後，東方市占全國GDP比重極大，也是華人投資商業聚居區。

## 概觀
2012年因受天候乾旱不利條件影響，其中以經濟發展主要原動力農產業界損失最鉅，以及口蹄疫疫情致牛肉外銷需求巨幅減少等不利條件影響下，致使巴國經濟成長率為負1.5％。其農業起落對一般民眾生活影響甚大，從事農業生產人口約占全國經濟活動人口60%，且耕作狀況處於傳統狀況，沒有機械化和生物科技導入，受天候與國際行情影響大。巴國黃豆、牛肉、穀物、黃豆粉、黃豆油及木材等產量豐富，但加工條件落後，外資投入發展空間仍大。肉類畜養總面積為1,620萬公頃，創造直接及間接就業總人口55萬3,000人，是農業領域中利潤較大的新興領域。
矽砂和品質優良的高嶺土、黏土造就其陶瓷器的興盛，西部Chaco地區初步探獲天然氣和石油但處於理論階段尚無經濟性開採。政府為推動生質酒精的生產及使用，於2005年開始對於採用生質酒精的車款，即所謂Flex-vehicles立法通過免徵進口關稅，大型的9家生質酒精工廠於巴拉圭生質酒精混合比例約在18%至24%之間，在巴西則高達25%。所以在生質燃料領域巴拉圭居於國際前列，也歡迎外資進入。

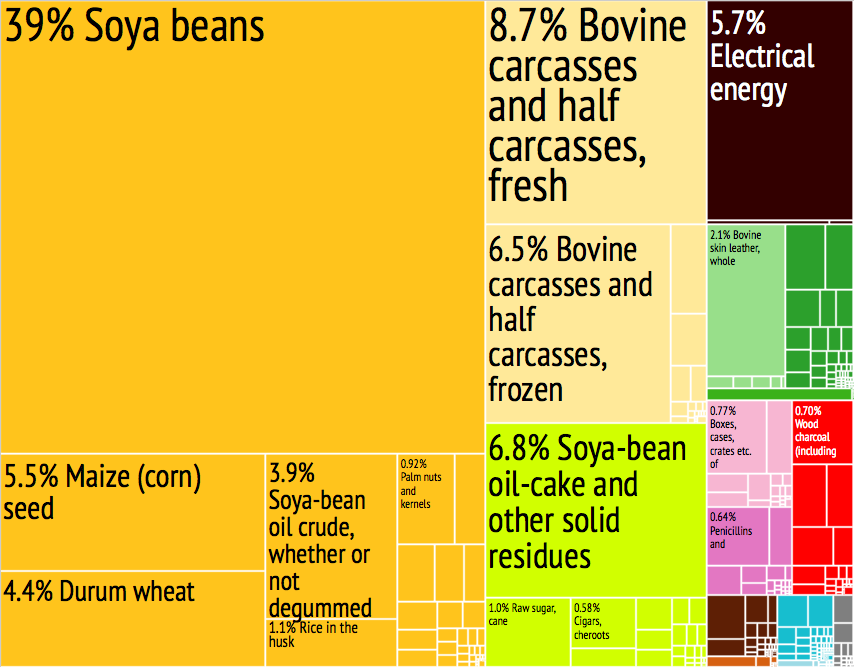
出口品

加工製造業較多來自阿根廷、烏拉圭、巴西及荷蘭的外資設廠，然規模仍小，利用加工出口業投資獎勵辦法出口總值約一年1億5944萬美元。皮革業產品占其大宗，汽車零配件、輪胎暨配件、顏料、油漆等居次。巴國工商部設立出口暨投資促進局（REDIEX）下一階段以成衣業招商為主，減少原棉病蟲害、提供棉農貸款也是重點。

巴拉圭公私聯盟法（APP）是21世紀後一大值得注意的重點，該法鼓勵公部門和外資聯合，進入括道路、鐵路、港口、電信、國際機場、航海、社會基礎設施、電力基礎設施、城市改建等傳統官方領域，合資後由政府擔保，並可在社會以政府專案名義募資，不失為招商引資之誘因。水資源暨衛生設施和電力設施為初期重點，然而政府機構所進行之採購招標案件有規定本國製品享有70%折價投標優惠，等於排除外國製造商品，是需要注意的重要法規，許多外商不明瞭此一法規而產生糾紛。